# سام تورنر
سام تورنر (بالإنجليزية: Sam Turner)‏ (9 سبتمبر 1980 في المملكة المتحدة - ) هو لاعب كرة قدم بريطاني في مركز حراسة المرمى. لعب مع تشارلتون أثلتيك وستوكبورت كونتي ونادي ساوثال.

## وصلات خارجية
- سام تورنر على موقع Soccerbase.com (لاعب) (الإنجليزية)